# In My Defence
In My Defence es una canción escrita por Dave Clark para el vocalista de Queen, Freddie Mercury. Fue grabada en 1986 y se publicó por primera vez en el álbum del musical Time, del mismo año. En 1992 se la incluyó en The Freddie Mercury Album. La crítica consideró a esta canción como una de las más poderosas cantadas por Mercury. 
La composición comienza con una corta introducción de piano, complementado por un sintetizador. En la etapa del estribillo, Mercury deslumbra con una melodía vocal tan aguda como potente.
En un momento se pensaba que esta canción, debido al mensaje de desesperación y tristeza que inspiraba, era la última que el difunto cantante de Queen había interpretado. Pero dicha teoría fue refutada por el hecho que la canción fue escrita y producida en el año 1986 (cinco años antes de su muerte). La canción Mother Love fue la última interpretación vocal de Freddie, que incluso nunca pudo terminar, quedando el final a cargo de la voz de Brian May, guitarrista de la misma banda.

## Versiones
En el sencillo de la agrupaciòn de metal Avantasia Lost In Space Part II aparece un cover en voz de Tobias Sammet.
- Datos: Q2522608